# Phlebografie
Die Phlebografie ist ein 1938 von dem portugiesischen Chirurgen und Urologen Reynaldo dos Santos (1880–1970) eingeführtes medizinisches Untersuchungsverfahren zur Beurteilung der Venen durch Röntgendiagnostik.

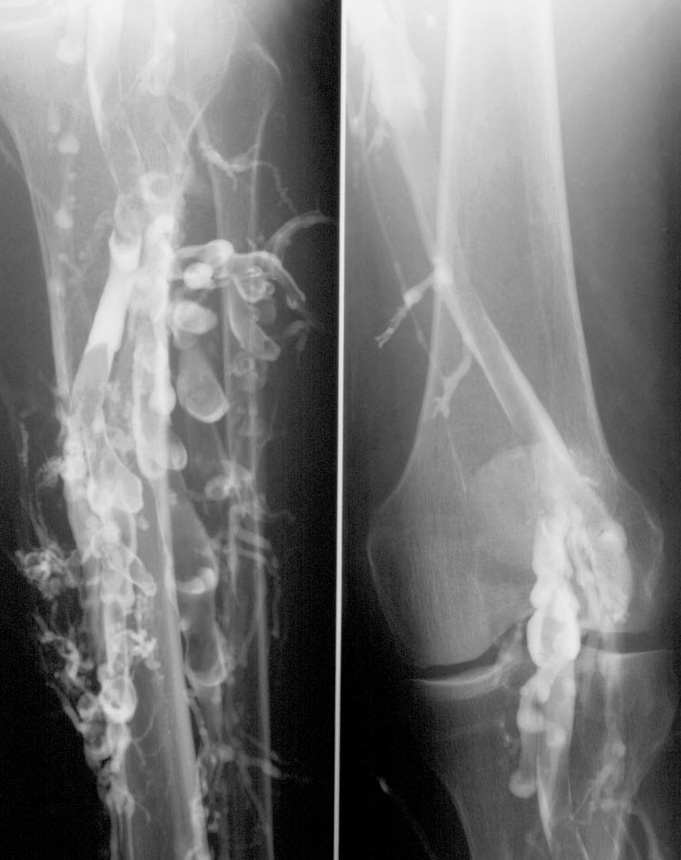
Phlebografie bei tiefer Beinvenenthrombose

## Ablauf
Bei der Beinphlebografie wird am stehenden Patienten nach Anlegen einer Stauung (Tourniquet) oberhalb der Knöchel ein Kontrastmittel in eine Fußrückenvene (Vena dorsalis pedis) injiziert und Röntgenaufnahme(n) des Beines erstellt. Analog zu diesem Verfahren ist eine Armphlebografie möglich. Man kann durch Kontrastmittel-Aussparungen im Gefäßverlauf Thrombosen (Verstopfungen durch Blutgerinnsel) erkennen. Auch können Varizen (Krampfadern) und deren Ursachen im Phlebogramm erkannt werden. Auch andere Venen, insbesondere die des Armes, können durch Injektion von Kontrastmittel als periphere Venen dargestellt werden.

## Anwendung
In der Medizin wird das Untersuchungsverfahren noch in seltenen Fällen komplementär oder in Ergänzung zur (Duplex-)Sonografie eingesetzt, wenn diese keine schlüssige Diagnose ergibt. Insbesondere in den dünnkalibrigen, verzweigten Venen des Unterschenkels/Unterarms, bei komplexen Krampfadern (Varikose), nach schweren Thrombosen (sogenanntem postthrombotischem Syndrom) und an Venenklappen hat die Methode immer noch Vorteile. Insbesondere zur Vorbereitung von Krampfader-Operationen wird die Phlebografie immer noch wegen ihrer zuverlässigen Aussage und Befunddarstellung angefordert.
Des Weiteren wird in selteneren Fällen eine Phlebografie der großen Hohlvene des Oberkörpers (Vena cava superior) oder Bauchraumes (Vena cava inferior) in ähnlicher Technik, aber mit größerer Kontrastmittelmenge beziehungsweise -Flussgeschwindigkeit durchgeführt. Dies wird auch obere oder untere Cavografie genannt. Mit der Computertomografie (CT) oder Magnetresonanztomografie (MRT) sind diese Untersuchungen heute eleganter und mit deutlich mehr Zusatzinformationen durchführbar.

## Vorteile der Phlebografie
Die Phlebografie erlaubt die komplette Darstellung eines (verzweigten oder komplexen) venösen Gefäßsystems über eine längere Strecke mit der Möglichkeit, funktionelle Besonderheiten – beispielsweise bei Bewegung der Extremitäten oder Lageänderung des Patienten – bildlich zu dokumentieren.

## Nachteile der Phlebografie
- Strahlenbelastung
- Kontrastmittel-Injektion in Gefäße → Allergierisiko
- Nierenbelastung durch das Kontrastmittel
- Gerätetechnik relativ teuer, standortgebunden
- erfahrener Spezialist (Radiologe) erforderlich

## Alternativen
Zur Beurteilung der Venen ist heutzutage die Sonografie die Methode der Wahl. Zur Erkennung oder zum Ausschluss von Thrombosen ist als weitere, nicht strahlenbelastende Methode die Magnetresonanztomografie geeignet, insbesondere an den großkalibrigen Venen der Leiste, des Oberschenkels und der Kniekehle. Aufgrund der hohen Kosten, eingeschränkten Verfügbarkeit und des zeitlichen Aufwands ist die MRT jedoch nur selten die erste diagnostische Maßnahme bei Thromboseverdacht – zumal die genannten großen Venen auch sonografisch hervorragend beurteilbar sind. Für die übrigen Venen wird die Duplex-/Farbdopplersonografie eingesetzt. Vorteilhaft sind hier die fehlende Strahlen- und Kontrastmittelbelastung. Weiterhin kommen MRT oder CT bei speziellen Fragestellungen zur Anwendung (örtliche Unterschiede je nach Verfügbarkeit, Geräteausstattung, Erfahrung, Reputation).